# Умеш ли да чуваш тајну? (филм)
Умеш ли да чуваш тајну? је амерички романтично комични филм који је снимљен 2019. године. Филм је режиран од стране Елизе Дуран и главну мушку улогу игра Тајлер Хоечлин,а женску улогу Александра Дадарио. Заснован је на истоименом роману који је написала Софи Кинсела, а сценарио је уређен од стране Питера Хачингса.

## Радња филма
Ема Кориган је млађа заступница маркетинга у Њујорку у Панда компанији за органску храну. У Чикагу, на продајном састанку на ком је могла да заради унапређење, клијент је одбија. Ема се напије на повратку у Њујорк и открива своју личну и професионалну невољу згодном незнанцу, укључујући и своје незадовољство својим дечком Конором. Конор долази по Ему на аеродром и предлаже јој да живе заједно. Ема пристаје, али се жали наредног јутра. 
Повратак на посао, Ема се припрема за посету извршног директора Панде, Џека Харпера. Кад стигне, Ема га препозна као згодног странца из авиона. Он се слаже да неће ништа рећи или отпустити је ако она заузврат не каже никоме да је он био у Чикагу.
На маркетиншком састанку Ема предлаже да циљна демографска категорија њихове „Панда Битес“ линије производа не би требала бити усмерена млађима, већ старијима. Конор и остали сарадници кажу да би производ требало отказати. Ема касније пита Нику, представницу одговорну за „Панда Битес“, за смањење маркетиншког буџета како би тестирала своју теорију.
Ема прекида везу с Конором. Џек позива Ему на вечеру и њих двоје започињу страсну везу. Међутим, Џек и даље остаје тајна. Емина цимерка и најбоља пријатељица Лиси је упозорава да је њихова веза можда превише једнострана.
Џек разговара о Пандиним производима на телевизији. Он описује нову циљну демографску компанију као "девојку на улици", улазећи у веће детаље и почиње да описује Ему, набрајајући све њене тајне. Иако је он не именује, њени сарадници схватају да је то она и почињу да јој се ругају. Џек прекасно схвата шта је учинио. Ема одбија његове позиве. Кад је нађе у кафићу, Ема тражи од њега да јој каже зашто је ишао у Чикаго. Џек јој не говори и Ема одлази. Лиси и њихова друга цимерка Гема предлажу Еми да открије његове тајне. Гема предлаже да јој њен пријатељ новинар помогне да сазна више о Чикагу, али Ема то одбија.
На маркетиншком састанку, шефица Сибил честита Нику за рекламу у часопису за старије који се исплатио. Кад је узео кредит не спомињући да је то била Емина идеја, Сибил га зове и он јој тражи унапређење које му је обећано и добија га.
Џек открива разлог својих путовања у Чикаго: радио је на томе да његовог кумче буде изван пажње после смрти њеног оца, како би могла да води нормалан живот. Ема му опрашта, међутим, Гема стиже са својим пријатељем новинаром, а Џек одлази бесан. Ема га проналази у авионз назад за Чикаго. Уверава га да новинару ништа није рекла и захваљује му се што ју је волео када је био истински ја. Тада почиње да јој открива све своје тајне.

## Улоге
- Александра Дадарио као Ема Кориган
- Тајлер Хоечлин као Џек Харпер
- Џудах Фриедлендер као Мик
- Лаврен Кокс као Сибил
- Кимико Глен као Гема
- Сунита Мани као Лизи
- Боби Тисдејл као Даг
- Кејт Истон као Артемис
- Давид Еберт као Конор
- Роберт Кинг као Кејси

## Објављивање филма
Филм је објављен 13. септембра 2019. године. 